# Réginald Allouche
Réginald Allouche (né en 1956) est un médecin nutritionniste, chercheur, enseignant et ingénieur biomédical, auteur de nombreux articles scientifiques et de plusieurs ouvrages consacrés à des thèmes de santé publique.

## Biographie
Né en 1956, Réginald Allouche est un médecin nutritionniste et chercheur spécialisé dans la nutrition et la prévention du diabète de type II,. Il a mis en place le plan Nutrition de l’AP-HP en intégrant les problématiques de nutrition spécifiques aux pathologies. Il a par ailleurs développé la première application interactive de prévention du diabète et été enseignant à l’Ecole Centrale de Paris,.
Pour élaborer une aide aux patients en prédiabète, il préconise des régimes prudents, recourant à une absorption moins fréquente de sucres lents, et des repas d'au moins 31 minutes, au calme et à heure fixe, permettant de nettoyer son foie et le mettre au repos, car l'état dans lequel se trouve cet organe à la fin d'un régime" est extrêmement important pour éviter la reprise de poids". 
Collaborateur de nombreuses publications scientifiques, il a écrit six livres portant sur le métabolisme des sucres , la prévention du diabète de type 2, la flore bactérienne intestinale, l‘inflammation de bas grade,. A partir des années 2010, il alerte dans la presse sur les ravages du sucre sur la santé publique,,. Selon lui, l'identification du taux de glucose par le patient lui-même est une dimension essentielle de la lutte contre le diabète. Il fait partie des médecins appréciés des médias pour leur pédagogie, comme le furent avant lui Pierre Pallardy et Michel Cymes, mais aussi des personnalités attirant l'attention sur les problèmes du diabète comme la biochimiste et auteure à succès française Jessie Inchauspé.